# Cesaro
Claudio Castagnolii (/ˈkæstænˌjoʊli/ italiană: [kastanˈɲoli]; născut la 27 decembrie 1980) este un luptător profesionist elvețian. El este semnat la All Elite Wrestling (AEW), unde este membru Death Riders și campion AEW Trios alături de Wheeler Yuta si PAC. De asemenea, evoluează pentru promoția soră a AEW, Ring of Honor (ROH), unde este de două ori campion mondial ROH. El este cel mai bine cunoscut pentru timpul său în WWE, unde a evoluat sub numele de ring Antonio Cesaro și mai târziu pur și simplu Cesaro din 2011 până în 2022.
Castagnoli și-a început cariera în circuitul european de lupte independente în 2000 și a luptat pentru numeroase promoții independente din întreaga lume, inclusiv Ring of Honor, Pro Wrestling Guerrilla (PWG), Combat Zone Wrestling (CZW), Pro Wrestling Noah (NOAH) și Westside Xtreme Wrestling (WxW). În timpul petrecut pe circuitul independent, Castagnoli a câștigat numeroase centuri și a devenit un wrestler de echipe desăvârșit, mai ales cu Chris Hero cunoscuți sub numele de Kings of Wrestling. Kings of Wrestling au devenit de două ori  ROH World Tag Team Champions, domnia lor de 364 de zile ca și campioni devenind cea mai lungă din istoria ROH până în acel moment. Echipa a deținut, de asemenea, diverse titluri independente de echipe, cum ar fi Chikara Campeonatos de Parejas, centura JCW Tag Team și centura Mondial CZW pe echipe, Castagnoli câștigând și PWG World Championship o dată. Kings of Wrestling au fost votați ca Tag Team of the Year de cititorii Wrestling Observer Newsletter în 2010.
Castagnoli a fost semnat de WWE în 2011 și i s-a dat numele Antonio Cesaro. El a fost repartizat pe teritoriul de dezvoltare al WWE, Florida Championship Wrestling (FCW), înainte de a-și face debutul în Main Roster-ul WWE în aprilie 2012. Cesaro va deține o dată centura WWE al Statelor Unite și a câștigat trofeul inaugural André the Giant Memorial la WrestleMania XXX. În decembrie 2014, a început o echipă cu Tyson Kidd, echipa câștigând ulterior centura WWE Tag Team. După despărțirea acelei echipe, Cesaro avea să formeze mai târziu o alianță cu Sheamus cunoscută sub numele de The Bar; Ei au câștigat WWE Raw Tag Team Championship de patru ori și WWE SmackDown Tag Team Championship o dată. The Bar s-a desfințat în aprilie 2019, iar Cesaro s-a alăturat lui Sami Zayn și Shinsuke Nakamura pentru a crea o facțiune cunoscută sub numele de The Artist Collective. Cesaro și Nakamura au câștigat WWE SmackDown Tag Team Championship o dată în iulie 2020, făcându-l pe Cesaro un de șapte ori campion WWE pe echipe în total. A părăsit WWE în februarie 2022 și și-a făcut debutul pentru AEW în iunie a acelui an, revenind la numele și personajul lui Claudio Castagnoli.
Când interpretează un personaj răufăcător, în special în Statele Unite, Castagnoli este cunoscut că își subliniază originea europeană ca parte a personajului, proclamând un intelect superior și o sensibilitate la modă, folosind în mod regulat mișcări precum uppercut-ul european. El și-a câștigat o reputație pentru fapte impresionante de forță în ring și a fost numit unul dintre cei mai buni și mai subestimați interpreți ai WWE pentru o mare parte din timpul petrecut acolo. El a fost votat „Cel mai subestimat luptător” pentru un record de patru ani la rând (2013–2016), de către Wrestling Observer Newsletter.

## Copilărie
Claudio Castagnoli s-a născut la Lucerna la 27 decembrie 1980. A jucat baschet, fotbal și tenis în tinerețe și și-a susținut clubul de fotbal din orașul natal, FC Luzern. A devenit un fan al wrestling-ului după ce l-a descoperit la un post de televiziune german, apoi a găsit o reclamă pe un forum online care l-a încurajat să se antreneze pentru a deveni un wrestler profesionist.

## Carieră în wrestling

### Începutul carierei (2000-2004)
Castagnoli și-a primit pregătirea inițială în țara natală de la colegul luptător elvețian SigMasta Rappo și și-a făcut debutul în Ajunul Crăciunului 2000 la Essen pentru Westside Xtreme Wrestling din Germania sub numele Double C, pierzând în fața lui SigMasta Rippo. În timp ce se lupta în Anglia, Castagnoli a primit antrenament de la Dave Taylor. În Elveția, i-a întâlnit pe Chris Hero și Mike Quackenbush, care i-au invitat pe Swiss Money Holding să vină în Statele Unite. Swiss Money Holding a fost echipa formată din Claudio și Ares. Au concurat în IWA Mid-South și Chikara și au primit antrenament de la Hero înainte de a se întoarce în Europa. În 2004, Castagnoli a primit rezidența permanentă în Statele Unite la prima încercare la o loterie și s-a mutat în Statele Unite, unde a început să facă apariții regulate pentru Ring of Honor și Chikara, în timp ce Ares a rămas în Elveția și a format noul Swiss Money Holding cu Marc Roudin.

## În Wrestling
- Manevre de final
  - Gotch-Style Neutralizator (FCW / NXT) / Neutralizator[5] (WWE) (Leagăn pe burtă pe spate inversat slam)[5][6] - 2011-prezent
  - Cesaro Swing[7] (WWE) / Giant swing[8][9]
  - Sharpshooter - 2015-prezent (adoptat de Tyson Kidd)

- Manevre în ring
  - Match Killer[10][8] (Belly to back suplex sitout facebuster)[10]
  - Neutralizer[10] (Over the shoulder single leg Boston crab con neckscissors)[10] 2000-2011
  - USB Neckbreaker[10] (Argentine backbreaker rack cutter)[10]
  - Money Dive[10] (Diving headbutt)[10] 2000-2011
  - Swiss Sleeperholding[10][8] (Bridging cobra clutch)
  - Swiss Uppercut[10][9] (European uppercut)[10][8]
  - Roaring Swiss Uppercut[8] (Discus European uppercut)
  - Bicycle kick[8]
  - Delayed vertical suplex[10]
  - Diving European uppercut
  - Cesaro Swing[11] (WWE) / Giant swing[8][9]
  - Gutwrench suplex
  - Lifting wrist lock[10]
  - Suicide dive
  - Scoop Slam
  - Superplex
- Manageri
  - Jade Chung[10]
  - SoCal Val[10]
  - Prince Nana[10]
  - Shane Hagadorn[12]
  - Sara Del Rey[13]
  - Aksana
  - Zeb Colter
  - Paul Heyman

## centuri și realizări
- World Wrestling Entertainment
  - Campion al Statelor Unite din WWE (1 dată)
  - WWE (Raw) Tag Team Championship (5 ori) – cu Tyson Kidd (1) si Sheamus (4)
  - André the Giant Trofeul Memorial (Primul Castigator)
  - WWE Year-End Award pentru Echipa Anului (2018) – cu Sheamus